# Halowy Puchar Europy w Lekkoatletyce 2006
3. Halowy Puchar Europy w Lekkoatletyce – drużynowe zawody lekkoatletyczne, które zostały rozegrane 5 marca 2006 we francuskim mieście Liévin. Wśród kobiet impreza zakończyła się zwycięstwem Rosjanek, a wśród panów najlepsi okazali się Francuzi.

## Wyniki końcowe

### Mężczyźni
| Pozycja | Reprezentacja | Punkty |
| ------- | ------------- | ------ |
| 1.      | Francja       | 59     |
| 2.      | Niemcy        | 54     |
| 3.      | Hiszpania     | 50     |
| 4.      | Polska        | 50     |
| 5.      | Ukraina       | 47     |
| 6.      | Rosja         | 41     |
| 7.      | Włochy        | 38     |
| 8.      | Finlandia     | 27     |

### Kobiety
| Pozycja | Reprezentacja | Punkty |
| ------- | ------------- | ------ |
| 1.      | Rosja         | 89     |
| 2.      | Polska        | 53     |
| 3.      | Rumunia       | 46     |
| 4.      | Francja       | 41     |
| 5.      | Niemcy        | 38     |
| 6.      | Hiszpania     | 32     |
| 7.      | Ukraina       | 29     |
| 8.      | Szwecja       | 22     |